# Auguste Veuillet

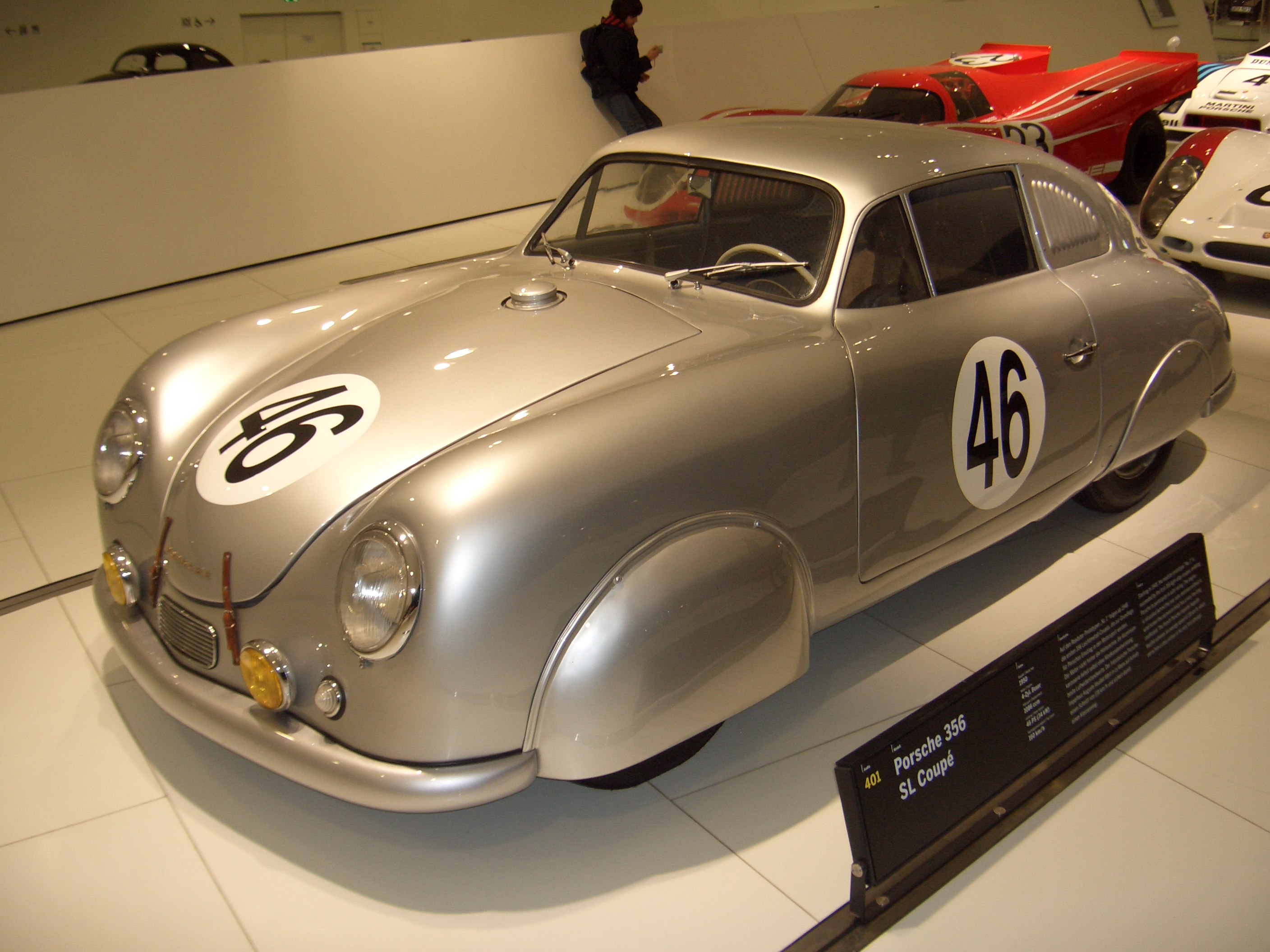
Der erste Porsche-Le-Mans-Rennwagen. Das 356/4 SL Coupe mit der Startnummer 46 wurde von Auguste Veuillet und Edmond Mouche 1951 gefahren. Die beiden Franzosen erreichten den 20. Rang in der Gesamtwertung und gewannen die Rennklasse für Fahrzeuge bis 1,1-Liter-Hubraum.

Auguste Clément Louis Veuillet (* 3. Juli 1910 in Lyon; † 10. Oktober 1980 in Paris) war ein französischer Autorennfahrer und Unternehmer.

## Porsche und Yamaha-Importeur
1947, zwei Jahren nach dem Ende des Zweiten Weltkriegs, gründete Veuillet das Unternehmen Sonauto in Paris und begann mit dem Import von Luxusfahrzeugen nach Frankreich. Nach einem Treffen und einer Vereinbarung mit Ferdinand Porsche am Pariser Autosalon 1950 wurde Veuillets Unternehmen zum ersten französischen Porsche-Importeur. 
1964 stieg Sonauto in den Motorradmarkt ein und schloss einen Vertrag mit Yamaha. Der Aufbau des Händlernetzes wurde dem jungen Jean-Claude Olivier anvertraut. Jean-Claude-Olivier, der Sohn von Veuillets Rennfahrerkollegen und Freund Gonzague Olivier, war in den 1980er-Jahren erfolgreicher Motorrad-Rennfahrer und von 1992 bis 2010 Präsident von Yamaha Motor France.
Veuillet blieb bis zu seinem Tod 1976 in der Geschäftsführung von Sonauto.

## Karriere im Motorsport
Wenige Wochen nach dem Ende des Krieges gab es in Europa wieder erste Motorsportveranstaltungen und Veuillet war einer der ersten Fahrer, die sich daran beteiligten. Im September 1945 ging er beim Liberation Cup an den Start, einer Veranstaltung im Bois de Boulogne bei Paris, indem sowohl Monoposto als auch Sportwagen startberechtigt waren. Das Rennen gewann Henri Louveau auf einem Maserati 6CM; Veuillet auf seinem MG K3 Magnette wurde Zweiter. Es folgten weitere Einsätze mit MG und ein erneuter zweiter Rang beim Robert Macaud Cup 1946; diesmal hinter Eugène Martin im BMW 328.
1948 wurde er Sechster beim 24-Stunden-Rennen von Spa-Francorchamps und bestritt 1949 sein erstes 24-Stunden-Rennen von Le Mans.
Veuillet war der erste Porsche-Starter in Le Mans. Die Stimmung in der französischen Öffentlichkeit gegenüber allem, was aus Deutschland kam, war fünf Jahre nach dem Ende des Krieges noch sehr groß. An eine werkseitige Beteiligung am Rennen dachte bei Porsche 1951 daher niemand. Gründer und Renndirektor des Rennens in Le Mans, Charles Faroux, durchbrach dieses Ressentiment, indem der Veuillet den Start mit einem Porsche schmackhaft machte, der dann von der dann von der Porsche KG aufgebaut und gemeldet wurde. 1951 ging Veuillet mit seinem Freund Edmond Mouche auf einem 356/4 SL Coupe ins Rennen, wurde 20. in der Gesamtwertung und gewann seine Rennklasse. Ein Jahr später gewannen die beiden Franzosen erneut ihre Klasse und wurden diesmal Elfte in der Gesamtwertung. 
Sein größter Erfolg als Fahrer war der Erfolg beim Bol d’Or 1955 mit Gonzague Olivier als Partner im Porsche 550. Seinen letzten Renneinsatz hatte er beim 3-Stunden-Rennen von Rouen 1958, wo er Sechster wurde.
Mehr als zwei Jahrzehnte betrieb Veuillet auch ein erfolgreiches Rennteam und war damit in den 1960er- und 1970er-Jahren bei vielen Sportwagenrennen gemeldet.

## Statistik

### Le-Mans-Ergebnisse
| Jahr | Team             | Fahrzeug                 | Teamkollege       | Platzierung             | Ausfallgrund |
| ---- | ---------------- | ------------------------ | ----------------- | ----------------------- | ------------ |
| 1949 | Auguste Veuillet | Delage Type D 6-3 Litres | Edmond Mouche     | Ausfall                 | Motorschaden |
| 1951 | Porsche KG       | Porsche 356/4 SL Coupe   | Edmond Mouche     | Rang 20 und Klassensieg |              |
| 1952 | Porsche KG       | Porsche 356/4            | Edmond Mouche     | Rang 11 und Klassensieg |              |
| 1953 | Porsche KG       | Porsche 356              | Petermax Müller   | Ausfall                 | Motorschaden |
| 1955 | Porsche KG       | Porsche 550/4 Spyder     | Zora Arkus-Duntov | Rang 13                 |              |

### Einzelergebnisse in der Sportwagen-Weltmeisterschaft
| Saison | Team    | Rennwagen   | 1   | 2   | 3   | 4   | 5   | 6   | 7   |
| ------ | ------- | ----------- | --- | --- | --- | --- | --- | --- | --- |
| 1953   | Porsche | Porsche 356 | SEB | MIM | LEM | SPA | NÜR | RTT | CAP |
| 1953   | Porsche | Porsche 356 | DNF |     |     |     |     |     |     |
| 1955   | Porsche | Porsche 550 | BUA | SEB | MIM | LEM | RTT | TAR |     |
| 1955   | Porsche | Porsche 550 | 13  |     |     |     |     |     |     |